# Rafik Tlili
Rafik Tlili (arabe : رفيق التليلي), né le 14 novembre 1961 à Chebba, et mort le 10 février 2015,,, est un homme politique tunisien.

## Biographie

### Études
Rafik Tlili effectue ses études primaires et secondaires dans sa ville natale de Chebba jusqu'à l'obtention de son baccalauréat au lycée Abou el Kacem Chebbi. Il intègre ensuite la faculté de charia et théologie à la Zitouna, où il obtient une maîtrise en sciences islamiques, avec une spécialité dans le Coran,,.

### Carrière politique
Actif sur le plan politique et syndical, il fonde en 1984 le Courant nationaliste progressiste et participe en 2001 à la création du Congrès pour la République,,.
Après la révolution de 2011, il se présente à l'élection de l'assemblée constituante en tant que tête de liste du Congrès pour la République dans la circonscription de Mahdia. Il est élu et y siège en tant que membre du groupe parlementaire de son parti, avant de faire défection puis de participer à la création du Mouvement Wafa ,,.
En 2014, il se présente sur une liste du Mouvement Wafa aux élections législatives mais ne parvient pas à se faire élire.
Victime d'une crise cardiaque, Rafik Tlili meurt le 10 février 2015. Il est inhumé le même jour dans sa ville natale de Chebba,,.